# Tullgrenius orientalis
Tullgrenius orientalis är en spindeldjursart som beskrevs av Sivaraman 1980. Tullgrenius orientalis ingår i släktet Tullgrenius och familjen Atemnidae. Inga underarter finns listade i Catalogue of Life.